# Bandera de Eslovaquia
La bandera de Eslovaquia está compuesta por tres franjas horizontales de las mismas dimensiones. La franja superior es de color blanco, la central es azul y la inferior es de color rojo oscuro. En la parte central de la bandera, ligeramente desplazado hacia el borde más cercano al mástil, figura el escudo nacional.
La versión original de la bandera, que data de 1848, carecía del emblema de la república: un escudo gótico de fondo rojo con una cruz blanca doble (patriarcal) sobre tres colinas en azul.
La bandera nacional de Eslovaquia fue adoptada como bandera nacional de la Eslovaquia independiente el 23 de junio de 1939 y se usó hasta 1945.
Como dato curioso, la primera bandera de Eslovaquia es idéntica a la de Polonia y la segunda a la de Rusia.

## Banderas históricas

Bandera de Bohemia y Checoslovaquia (1918-1920)
Bandera de Checoslovaquia (1920-1939, 1945-1992)
Bandera de la República Eslovaca (1939-1945)

## Banderas similares

Bandera de Eslovenia
Bandera de Serbia
Bandera de Rusia